# Phyllonorycter pterocaryae
Phyllonorycter pterocaryae är en fjärilsart som först beskrevs av Tosio Kumata 1963.  Phyllonorycter pterocaryae ingår i släktet guldmalar, och familjen styltmalar. Inga underarter finns listade i Catalogue of Life.